# Bruine loofbuulbuul
De bruine loofbuulbuul (Phyllastrephus strepitans) is een zangvogel uit de familie Pycnonotidae (buulbuuls).

## Verspreiding en leefgebied
Deze soort komt voor van zuidelijk Soedan tot noordelijk Oeganda, zuidelijk Ethiopië, Kenia en oostelijk Tanzania.

## Status
De grootte van de populatie is niet gekwantificeerd maar de soort wordt omschreven als algemeen tot plaatselijk zeer algemeen. Op de Rode lijst van de IUCN heeft deze soort de status niet bedreigd.